# Robert Venturi
Robert Charles Venturi Mlađi (rođen 25. lipnja, 1925.) je utjecajni američki arhitekt koji se smatra prvim arhitektom postmoderne arhitekture, za čije oblikovanje iznimno zaslužan. Zajedno sa svojom suprugom i partnericom, Denise Scott Brown, osnovao je tvrtku Venturi, Scott Brown & Associates čije je djelovanje pomoglo oblikovati način na koji arhitekti, urbanisti i studenti doživljavaju i razmišljaju o arhitekturi i američkom urbanizmu, ali ponajviše širenju dijaloga o arhitekturi. Zbog toga je dobio Pritzkerovu nagradu za arhitekturu 1991. godine.
Najpoznatiji je po svojoj krilatici Less is a bore („Manje je dosado”) koju je izveo iz slavne modernističke krilatice Miesa van der Rohea Less is more („Manje je više”).

## Životopis
Rođen je i odrastao u kvekerskoj obitelji u Philadelphiji. Studirao je na Princetonskom sveučilištu gdje je osvojio nagradu D'Amato za arhitekturu i diplomirao 1947. godine. Upravo je obrazovni program u Princetonu utjecao na njegov analitički razvoj arhitektonske teorije i dizajna koji se inspirirao arhitektonskom povijesti, nasuprot stilističkoj terminologiji.
Godine 1951., nakratko je radio za slavnog arhitekta Eeroa Saarinena u Bloomfield Hillsu (Michigan), a kasnije i za Louisa Kahna u Philadelphiji. Godine 1954. dobio je nagradnu stipendiju Američke akademije u Rimu, te je studirao u vječnom gradu i dvije godine je proputovao Europu.
Od 1954. do 1965. imao je različit profesorski status na Sveučilištu Pennsylvanije, najprije kao asistent prof. Kahna, te instruktor, a kasnije kao mlađi profesor. Tu je 1960. godine upoznao kolegicu, arhitekticu i urbanisticu, a kasnije i svoju suprugu i partnericu, Denise Scott Brown. Nakon što su se vjenčali 1967. godine, ona je 1969. postala partnericom u njegovoj tvrki koja od 1989. godine nosi ime Venturi, Scott Brown and Associates. Kasnije je predavao i na Sveučilištu Yale, a bio je i gostujući profesor na Harvardskom sveučilištu 2003. godine.

## Djela
Venturi je ipak najpoznatiji kao teoretičar arhitekture koji je u svojim djelima definirao postmodernu arhitekturu:
- „Složenost i kontradikcije u arhitekturi” (Complexity and Contradiction in Architecture), The Museum of Modern Art Press, New York 1966.
- „Učeći od Las Vegasa” (Learning from Las Vegas, s D. Scott Brown i S. Izenour), Cambridge MA, 1972., dopunjeno 1977.[3]
- „Pogled s Campidoglia” (A View from the Campidoglio, zajedno s D. Scott Brown), 1985.
- „Ikonografija i elektronika generičke arhitekture: Pogled iz crtaonice” (Iconography and Electronics upon a Generic Architecture: A View from the Drafting Room), MIT Press, 1998.
- „Arhitektura kao znakovi i simboli” (Architecture as Signs and Symbols, zajedno s D. Scott Brown), Harvard University Press, 2004.

Prije svega, u „Učenju od Las Vegasa” je uzeo Las Vegas Strip, glavnu ulicu Las Vegasa, kao primjer američke svakodnevne arhitekture i stavio je kao jednakovrijednu realnost modernoj urbanističkoj teoriji o kojoj vrijedi raspravljati. Istaknuo je kako su građevine modernizma i funkcionalizma (internacionalni stil) često trivijalne, te ružnih formi i konstrukcija, čime je njihova svakodnevna uporaba upitna i treba se ispitati.
Kritika je ocijenila Venturijev rad kao kontroverzan, a njegove građevine često kao kontrarevolucionarne.
Njegova najznačajnija djela su:
- Kuća Vanna Venturi - koju je izgradio za svoju majku Vannu na mjestu gdje je odrastao, Chestnut Hill, Philadelphia, Pennsylvania, SAD (1959. – 64.)
- Cehovska zgrada (Guild House), Philadelphia, SAD (1964.)
- Humanities Building, Državno sveučilište New Yorka, SAD (1973.)
- Kuća i studio Coxe-Hayden, Block Island, Rhode Island, SAD (1980.)
- Zgrada gradske vlade u Toulouseu, Francuska (1999.)
- Sainsbury krilo Nacionalne galerije u Londonu, UK (2004.)
- Kapela Episkopalne akademije, Newtown Township, Delaware County, Pennsylvania (2008.)

## Vanjske poveznice
- Venturi, Scott Brown and Associates, Inc., službene stranice
- Online profil -  Venturi, Scott Brown and Associates, Inc.  Arhivirana inačica izvorne stranice od 27. listopada 2007. (Wayback Machine)